# Dipartimento di Sololá
Il dipartimento di Sololá è uno dei 22 dipartimenti del Guatemala, il capoluogo è la città di Sololá.

## Comuni
Il dipartimento di Sololá conta 19 comuni:
- Concepción
- Nahualá
- Panajachel
- San Andrés Semetabaj
- San Antonio Palopó
- San José Chacayá
- San Juan la Laguna
- San Lucas Tolimán
- San Marcos la Laguna
- San Pablo la Laguna
- San Pedro la Laguna
- Santa Catarina Ixtahuacán
- Santa Catarina Palopó
- Santa Clara la Laguna
- Santa Cruz la Laguna
- Santa Lucía Utatlán
- Santa María Visitación
- Santiago Atitlán
- Sololá